# 塔季扬娜·库赛科
塔季扬娜·阿列克谢耶芙娜·库赛科（羅馬化：Tat'yana Alekseyevna Kusayko；1961年1月3日—）是俄罗斯政治人物。她于2016年至2021年间担任联邦委员会议员，并自2021年起担任第八届国家杜马议员。
1983年，库赛科从哈尔科夫国立医科大学毕业，并前往摩尔曼斯克当地一家医院工作。2011年6月，她被任命为摩尔曼斯克市预算医疗机构“第一儿童综合诊所”的主任医师。2014年至2016年，她担任摩尔曼斯克市众议院议员。2016年，库赛科成为全俄人民阵线中央办公室成员。2016年9月18日，她当选为第六届摩尔曼斯克州杜马代表。2016年，她竞选第七届国家杜马但未当选。相反，她于2016年10月6日被任命为联邦委员会议员。2021年，她当选为第八届国家杜马议员。

## 制裁
库赛科于2022年因俄乌战争而受到英国政府制裁。